# تاهو پاینز (کالیفرنیا)
تاهو پاینز (به انگلیسی: Tahoe Pines) یک منطقهٔ مسکونی در ایالات متحده آمریکا است که در شهرستان پلاسر، کالیفرنیا واقع شده‌است. تاهو پاینز ۱٬۸۹۹ متر بالاتر از سطح دریا واقع شده‌است.